# 神戸流科ファストジャイロ
神戸RYUKA（こうべりゅうか）は、流通科学大学女子ラグビー部を母体とする神戸地域の女子ラグビークラブチーム。
兵庫県には公立高校で日本最大の女子ラグビー部員を誇る神戸甲北高校があり、その影響もあって、2011年から流通科学大学では女子ラグビーサークルの活動が開始された。
当初は数名の初心者を中心とするサークル活動であった。7人制ラグビーが2016年のリオデジャネイロ・オリンピックから正式種目となることがわかり活動の強化が図られた。
2014年4月から流通科学大学女子ラグビーサークルにラグビー経験者4名が入学。
本格的なラグビー活動が開始され週4日の練習体制でスタートした。
練習日：月曜日午前、水曜日午後フィットネス、土午前、日午前
7月には追手門学院と7人制で2試合対戦（灘浜グランド）。
2015年秋に流通科学大学女子ラグビー部が体育会として正式にクラブに昇格した。
しかし部員数不足が課題で女子ラグビーは日本全国的に見ても日本体育大学以外は地域クラブとして活動しているところがほとんどであった。
2016年春に登録を「神戸RYUKA」に変更し、兵庫県で2番目の女子ラグビークラブとして他大学生や高校生・専門学校生・社会人も受入れ可能とした。
その後、順調に部員数も増加し、兵庫県最大の女子ラグビークラブに成長している。
姉妹に「神戸RYUKA Jr.」があり、中学生はここに所属。
メンバー状況
16名(2018年5月)